# Wilhelm Kühnast
Wilhelm Kühnast (geboren am 21. Januar 1899 in Wartenburg; gestorben am 17. Dezember 1970 in Berlin) war ein deutscher Jurist.

## Leben

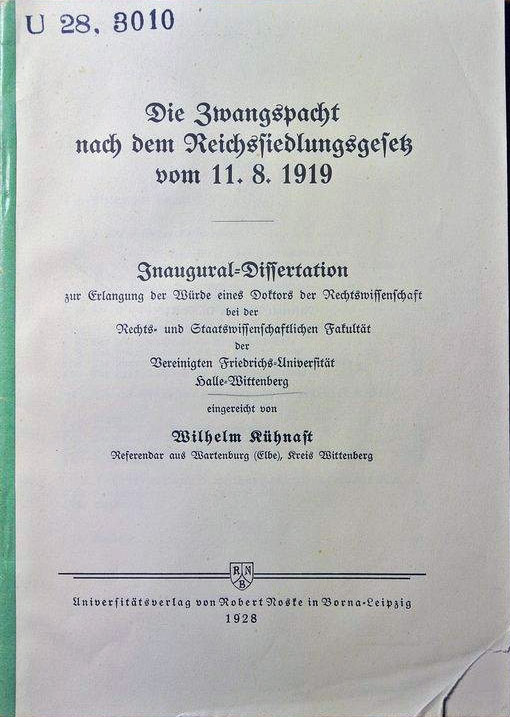
Dissertation Kühnasts in Halle 1928

Wilhelm Kühnast wurde als Sohn des gleichnamigen Landwirts und dessen Frau in Wartenburg an der Elbe geboren. Sein Abitur legte er nach einem Selbststudium ab, studierte in Berlin Rechtswissenschaften, promovierte mit der Dissertation vom 19. April 1928 und wurde Rechtsassessor.
In der Weimarer Republik war Wilhelm Kühnast Mitglied der SPD. In der Zeit des Nationalsozialismus arbeitete er ab 1936 als Rat am Amtsgericht Berlin-Moabit [? - es gab allenfalls das AG Tiergarten]. Er war bis zum Zusammenbruch des Hitler-Regimes mit der Strafverfolgung von Homosexuellen beschäftigt. Kühnast trat – wie viele linientreue NS-Juristen – nicht in die NSDAP ein. Im Zweiten Weltkrieg wurde er mehrmals zur Wehrmacht einberufen, wegen eines Beinleidens aber zurückgestellt. 1944 starben bei den Luftangriffen auf Berlin sein einziger Sohn, seine Frau und deren Mutter.
Am 20. Mai 1945 berief ihn das Stadtgericht zum Generalstaatsanwalt. Mit der Einrichtung des Viermächte-Status in Berlin wurde er am 15. Oktober 1945 zum Generalstaatsanwalt unter der Sowjetischen Militäradministration. Er war damit der erste „General“ nach dem Zweiten Weltkrieg und wurde von Mitarbeitern auch so genannt.
1945 war er mit seinem ersten Aufsehen erregenden Fall befasst: Der NSDAP-Funktionär und Oberpostdirektor Karl Kieling hatte in den letzten Kriegstagen einen Antifaschisten erschossen, wurde zum Tode verurteilt, nach Aufhebung des Urteils zu 8 Jahren Zuchthaus. Kühnast beantragte die Aufhebung des Urteils. Im Februar 1946 hielt Wilhelm Kühnast einen Vortrag, in dem er die Strafverfolgung von so genannten Nazi-Denunzianten (also Personen, die zu Zeiten des Nationalsozialismus Mitmenschen der Gestapo auslieferten) als rechtlich problematisch, jedoch unter dem neuen Alliiertenrecht möglich hinstellte. Im April 1946 beantragte er die Auslieferung von Helene Schwärzel von der französischen Besatzungszone in Berlin in seinen Bereich. Das Neue Deutschland nannte ihn wegen seiner Aktivitäten bezüglich Nazi-Denunzianten einen „aufrechten Antifaschisten“. Im Sommer 1946 beantragte Kühnast die Auslieferung des damals 52-jährigen ehemaligen Nazi-Scharfrichters Wilhelm Friedrich Röttger von Hannover nach Berlin, um ihm dort den Prozess zu machen.
Im März 1947 kippte die Lage. Kühnast trat nun selbst als Kläger auf. Er beschuldigte zwei Männer wegen Verleumdung. Sie hatten Kühnast angeblich dabei beobachtet, wie er Akten des Volksgerichtshofs zu sich nach Hause mitnahm und verschwinden ließ. Zwar gewann Kühnast das Verfahren (einer der Beklagten wurde im April 1947 zu acht Monaten Gefängnis verurteilt), aber bereits im April kritisierte das Neue Deutschland erstmals den bislang geschätzten Generalstaatsanwalt: Der Verlauf des Prozesses sei übereilt gewesen, und es stelle sich die Frage, ob Kühnast noch der geeignete Generalstaatsanwalt für das demokratische Berlin sein könne. Weil die Zeitung das Sprachrohr der Interims-Administration (Vorgänger der DDR) war, kam Kühnasts Fall von oben. Am 30. Mai stellte ihn die Alliierte Kommandantur im Ostsektor Berlins unter Hausarrest.

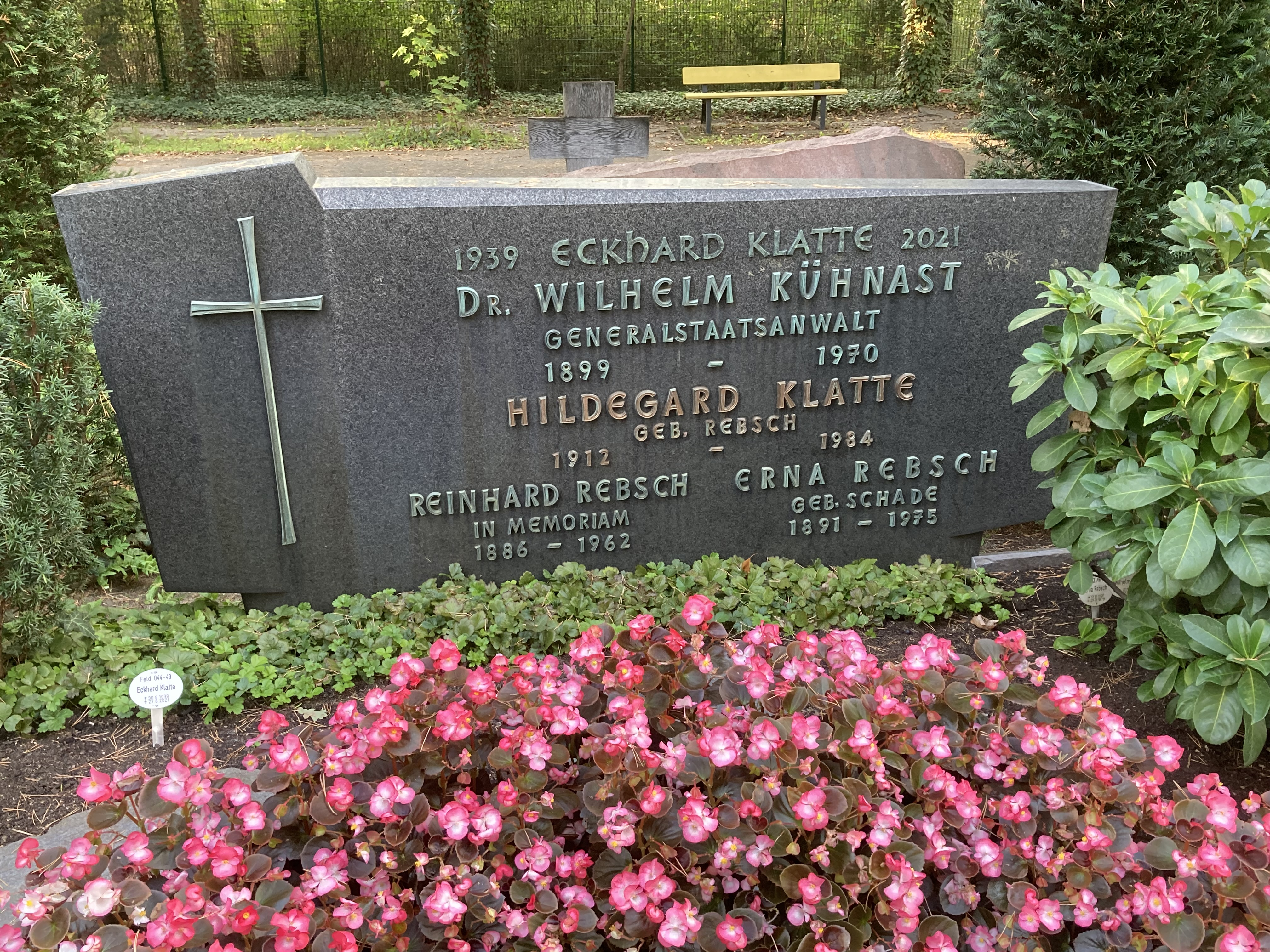
Grabstelle auf dem Waldfriedhof Berlin-Zehlendorf

Die offizielle Begründung dafür war, es bestehe ein Zusammenhang zur bereits erfolgten Verhaftung von vier Angestellten seines Amtsbereichs. In der Presse Ostberlins wurde Kühnast innerhalb der Folgemonate demontiert: Er habe beschlagnahmtes Eigentum von Häftlingen weiterverkauft. Als Chefankläger gegen Nazi-Denunzianten sei er eine „hemmende Kraft“ gewesen. Vermutlich hatte der Hausarrest jedoch handfeste politische Gründe. Der Tagesspiegel berichtete am 1. August 1948, Kühnast habe aufgrund von Hinweisen älterer Polizeibeamter, die, wie er selbst der SPD nahestanden (und damit von der KPD als Feinde betrachtet wurden), Strafverfahren gegen höchste kommunistische Funktionäre angestrebt, nämlich gegen Erich Mielke und Walter Ulbricht – beide wegen eines Mords 1931 an den Polizisten Paul Lenck und Franz Anlauf mitten in Berlin. Im Dezember wurde Kühnast offiziell seines Amts enthoben.
Kühnast wohnte in der Wattstraße 12 in Oberschöneweide im Südosten Berlins. Während die Sowjets den Hausarrest aufrechterhielten, hoben ihn die drei Westmächte auf. Am 3. August 1948 näherte sich Wilhelm Kühnast, von zwei Kriminalpolizisten begleitet, bei einem Spaziergang dem Amerikanischen Sektor Berlins. Unmittelbar an der Grenze auf der Neuköllner Jupiterstraße warf er sich zu Boden und rief „Hilfe, Menschenräuber“. In dem Handgemenge wurden seine beiden Begleiter wegen Waffenbesitzes verhaftet, Kühnast kam frei. Die West-Presse feierte ihn. Danach wurde es still um Wilhelm Kühnast. Er starb 1970 in Westberlin.